# 田子倉站
田子倉站（日语：／ Tagokura eki */?）是位於福島縣南會津郡只見町大字田子倉字後山，東日本旅客鐵道（JR東日本）的只見線車站（廢站）。
此站在冬季（12至3月）大雪期間關閉。此站為臨時車站，在2013年3月16日時間表修正時廢止。當時此站往會津若松方向由仙台分社管轄。在廢止後，鄰站只見站往會津若松方向由仙台分社管轄。大白川一方六十里越隧道內為新潟分社的管轄邊界。
在廢站前，此站是東北地方最西車站。雖然此站是臨時車站，但是設有營業距離和換算距離。

## 歷史

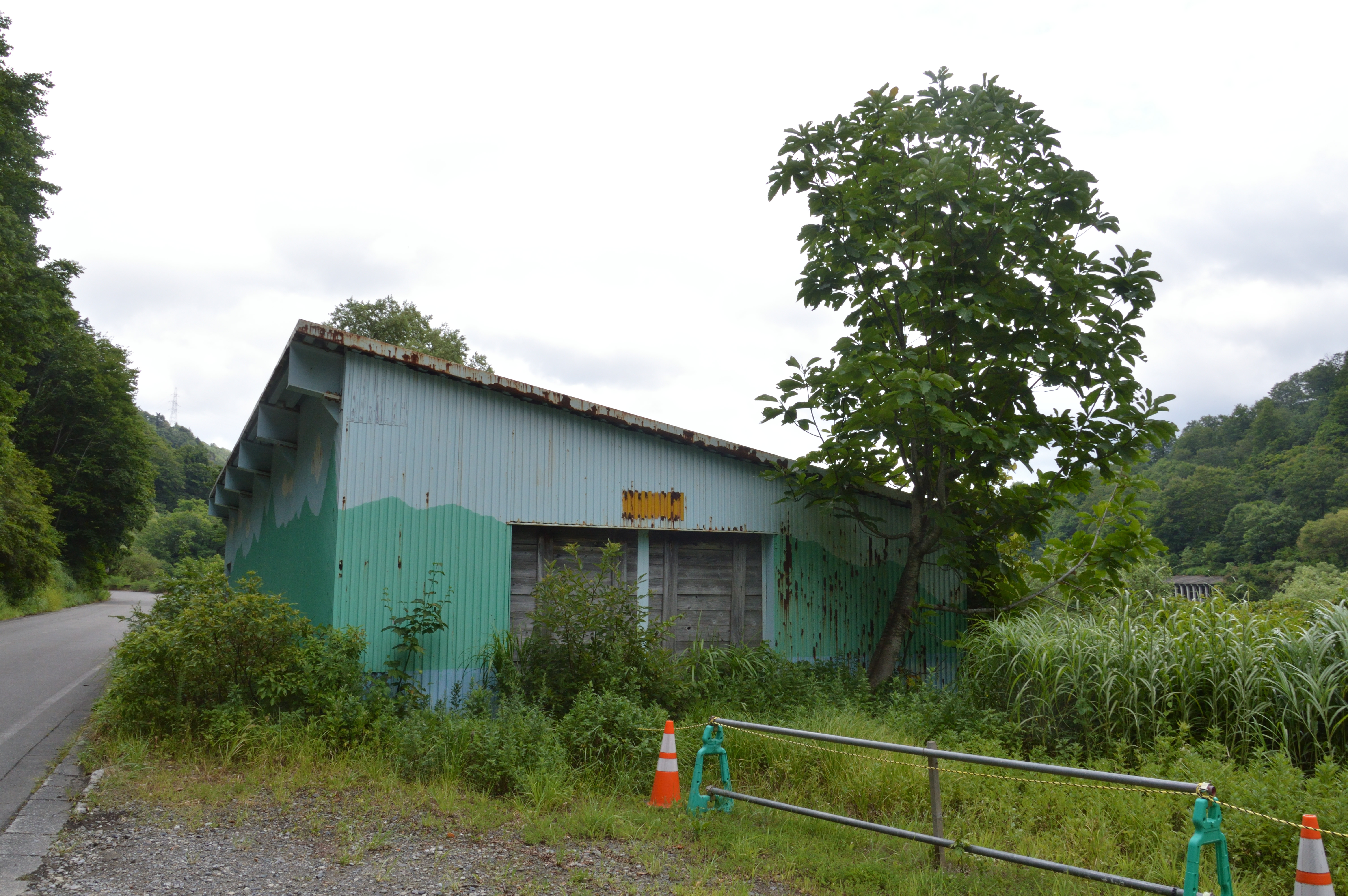
廢止後仍然存在的車站大樓（2018年8月6日）

- 1971年（昭和46年）8月29日：日本國有鐵道（國鐵）只見線只見站至大白川站之間開通，此站啟用。為旅客車站。在車站啟用時已經設有防雪棚。
- 1987年（昭和62年）4月1日：伴隨國鐵分割民營化，車站由東日本旅客鐵道（JR東日本）營運。同日升級為車站。
- 2001年（平成13年）12月1日：當日實施時間表修正，在每年12至3月的冬季期間，所有列車通過此站，並變為一座臨時車站。在當年後的每年11月，於仙台分社管內車站和同分社所屬普通列車車內，均會展出海報和通告提醒乘客關於此站營業日期。</ref>。
- 2011年（平成23年）7月30日：發生新潟·福島暴雨（日语：平成23年7月新潟・福島豪雨）使車站暫停營業。
- 2012年（平成24年）10月1日：只見站至大白川站之間重開，所有列車通過[2]。
- 2013年（平成25年）3月16日：車站廢止[1]。

## 車站構造

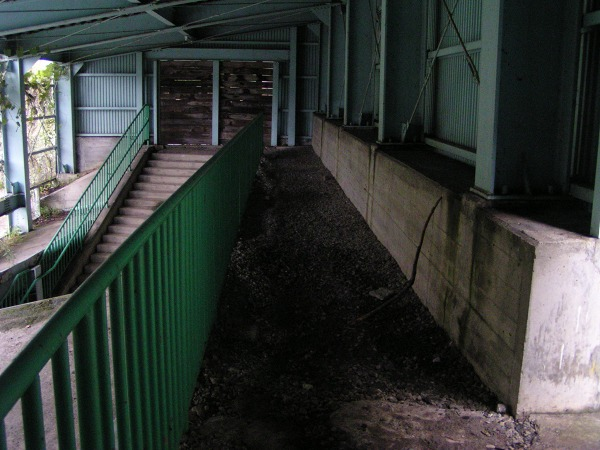
車站大樓內部。右邊前方設有出入口，左邊後方設有樓梯前往月台

營業當時的月台。

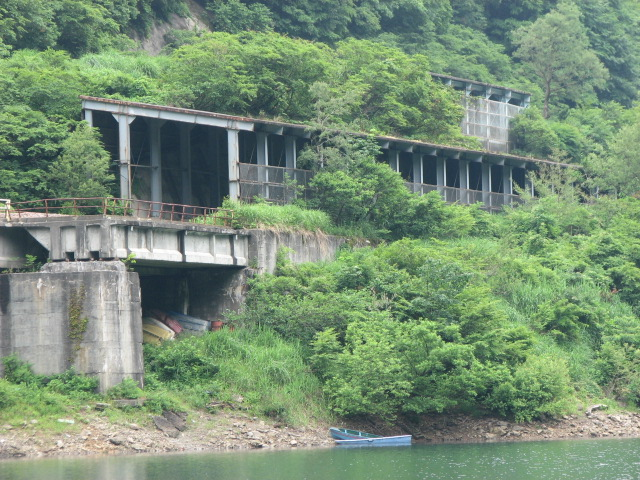
車站遠景。車站已經安裝防雪棚

此站是地面車站，設有1面1線的單式月台。月台位於路軌北邊。
在車站關閉前，車站是由會津坂下站管理的無人車站。車站位於大白川一方的六十里越隧道和只見一方的田子倉隧道之間的露天地點。
月台南邊為田子倉湖邊。車站安裝了防雪棚。在月台中間設有樓梯，登上樓梯後沿懸崖步行後便到達國道。

## 使用狀況
在2004年度的平均每日乘車人次為0人。
| 乘車人員變化 | 乘車人員變化 |
| 年度         | 1日平均人次  |
| ------------ | ------------ |
| 2000         | 3            |
| 2001         | 3            |
| 2002         | 0            |
| 2003         | 3            |
| 2004         | 0            |

## 車站周邊
車站位於田子倉湖畔。在車站方圓數公里沒有商店、自動販賣機和民居。車站附近設有淺草岳和鬼面山，也設有奧只見的登山口。在車站出入口向大白川方向步行一段距離可到達只見町登山基地與田子倉免費休憩處，該處設有廁所。
在上述提及，於冬季所有列車都會通過。站前設有國道252號（六十里越），由於該處積雪過多時會發生雪崩，因此全年期間有一半時段不能通行。在春天4月前和晩秋11月後，前往此站周邊的唯一交通工具只有只見線列車。另外，在停站列車中，每日只有3.5往返班次。
其於以上特徴，此站為秘境車站之一。

## 車站永久關閉前的經過
在2011年（平成23年）7月30日發生了新潟福島暴雨，使此站暫停營業。在大白川至只見之間重開後，所有列車均通過。在2012年（平成24年）9月12日，JR東日本新潟分社舉行例行會面時，表示此站將會廢止。在2013年（平成25年）1月，只見町一方指出車站會在同年3月廢止。但是町和町議會表示反對。但是，上述已經提及車站由仙台分社管轄。

## 關閉後的現況
在車站關閉後，車站大樓仍然存在，但是已經不能夠進入車站大樓内。另外，從列車通過此站時可看見車站出入口的樓梯、與候車時使用的長椅，以及月台本體仍然存在。

## 相鄰車站
東日本旅客鐵道（JR東日本）
■只見線
只見－（臨）田子倉－大白川

## 注腳
1. 1 2 3   (PDF) (新闻稿). 東日本旅客鐵道仙台分社. 2013-02-25  [2020-11-07]. （原始内容 (PDF)存档于2013-06-19） （日语）.
2. 1 2   (PDF) (新闻稿). 東日本旅客鉄道仙台支社／東日本旅客鉄道新潟支社. 2012-09-07  [2020-11-07]. （原始内容 (PDF)存档于2015-04-15） （日语）.
3. ↑  第120回福島県統計年鑑 （页面存档备份，存于）（日語）
4. ↑  《JTB時刻表 2001年5月》631頁
5. ↑  . 產經新聞. 2012-09-13  [2020-11-07]. （原始内容存档于2012-09-23） （日语）.
6. ↑  . 福島民報. 2013-01-16  [2020-11-07]. （原始内容存档于2013-02-07）.

## 外部連結
- 國土地理院地圖參閲服務 （页面存档备份，存于） - 田子倉站周邊的1/25000地形圖（日語）